# Normas pétreas
Las normas pétreas (también llamadas cláusulas pétreas) son un concepto relacionado con el ámbito del derecho y la legislación, especialmente en el contexto de las constituciones de algunos países.
El término «pétrea» deriva del griego πέτρα [''petra''] ‘piedra’ y hace referencia a la idea de que estas normas son tan sólidas y fundamentales que no pueden ser modificadas con facilidad, al igual que una piedra sólida. Estas normas son generalmente establecidas para proteger ciertos derechos, principios o valores considerados esenciales para la estructura y la estabilidad de un sistema legal o constitucional.
El contenido específico de las normas o cláusulas pétreas puede variar de un país a otro, pero suelen incluir disposiciones relacionadas con derechos fundamentales, la forma de gobierno, la unidad nacional, la soberanía, la división de poderes y otros principios básicos que se consideran fundamentales para la identidad y el funcionamiento de un Estado.
En muchos países las normas o cláusulas pétreas a menudo requieren procedimientos especiales, como mayorías cualificadas o incluso la necesidad de una asamblea constituyente para su modificación. El objetivo es proteger estos principios fundamentales de cambios impulsivos o temporales en la legislación y garantizar la estabilidad y la coherencia del sistema legal y constitucional.

## Normas pétreas según país

### Brasil
El artículo 160 de la Constitución Política de Brasil dispone que esa norma no puede ser modificada durante una intervención federal, un estado de defensa o un estado de sitio, y que en todo caso no es posible presentar reformas constitucionales que modifiquen el sistema federal del Estado, la votación directa, secreta, universal y periódica, la separación de poderes ni los derechos y garantías individuales.

### Chile
El artículo 116 de la Constitución Política de Chile dispone que las reformas constitucionales sobre los capítulos I, III, VII, X, XI o XIV necesitan tanto en la Cámara de Diputados como en el Senado una mayoría aprobatoria equivalente a dos terceras partes del total de diputados o senadores en ejercicio.

### Costa Rica
Por decisión de la Sala Constitucional de la Corte Suprema de Justicia, la Asamblea Legislativa está impedida de promulgar reformas constitucionales que limiten o reduzcan los derechos fundamentales consagrados en la versión original de la Constitución. Asimismo la reforma general de la Constitución solo puede hacerse a través de una Asamblea Nacional Constituyente convocada al efecto.

[L]a Asamblea Legislativa carece de competencia para hacer una reforma parcial que afecte los derechos fundamentales y las decisiones políticas fundamentales, por el procedimiento establecido en el artículo 195 de la Constitución Política. (...) La Asamblea Legislativa (...) está limitada por el Poder Constituyente en su capacidad para reformar la Constitución: no puede reducir, amputar, eliminar, ni limitar derechos y garantías fundamentales, ni derechos políticos de los ciudadanos, ni los aspectos esenciales de la organización política y económica del país. Únicamente mediante el procedimiento de reforma general, regulado en el artículo 196 de la Constitución Política y en estricto apego a lo allí dispuesto, se podría intentar una reforma de tal naturaleza.
Sala Constitucional.

### Cuba
El artículo 137 de la Constitución de Cuba dispone que si se trata de reformas totales a esa norma o referidas a la integración y facultades de la Asamblea Nacional del Poder Popular o de su Consejo de Estado o a derechos y deberes consagrados en la Constitución la reforma requiere la ratificación por el voto favorable de la mayoría de los ciudadanos con derecho electoral, en un referendo convocado al efecto por la propia Asamblea.

### El Salvador
El artículo 248 de la Constitución de El Salvador indica en su párrafo final que no podrán reformarse en ningún caso los artículos referidos a la forma y sistema de gobierno, al territorio del país y a la alternabilidad en el ejercicio de la Presidencia.

### Estados Unidos
La Primera Enmienda a la Constitución de los Estados Unidos establece que el Congreso no puede crear ninguna ley que establezca una religión oficial o prohibir el libre ejercicio de una religión en particular. Esta enmienda protege la libertad de expresión, de prensa, de reunión, y el derecho de solicitar al gobierno compensación por agravios.

### Honduras
El artículo 374 de la Constitución de Honduras, interpretado por el decreto 169 de año 1986 dispuso que no puede reformarse en ningún caso los artículos 373 ni 374 de la Constitución, ni los artículos referidos a la forma de gobierno, al territorio nacional, al período presidencial, a la prohibición para ser nuevamente Presidente de la República, el ciudadano que lo haya desempeñado bajo cualquier título y el referente a quienes no pueden ser Presidente de la República por el período subsiguiente.

### México
La Constitución Política de México de 1824 consignaba en su artículo 171 la prohibición de reformar ese cuerpo normativo en lo referido a la libertad e independencia de la nación mexicana, su religión, forma de gobierno, libertad de imprenta y división de los poderes supremos de la federación y de los Estados.

### Paraguay
El artículo 290 de la Constitución de Paraguay dispone que debe usarse el procedimiento de reforma del artículo 289 y no el de enmienda detallado en el artículo 290 cuando la propuesta de modificación constitucional afecte el modo de elección, la composición, la duración de mandatos a los atribuciones de cualquiera de los poderes del Estado, o las disposiciones de los Capítulos I, II, III y IV del Título II, o de la Parte I.

### República Dominicana
El artículo 119 de la Constitución de República Dominicana establece que ninguna reforma puede versar sobre la forma de Gobierno, que deberá ser siempre civil, republicano, democrático y representativo.

### Venezuela
El artículo 342 de la Constitución de Venezuela establece que las reformas a esa norma no pueden modificar la estructura y principios fundamentales del texto constitucional.